# Antoine Germain Labarraque

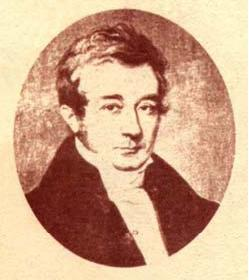
Antoine Germain Labarraque

Antoine Germain Labarraque (* 28. März 1777 in Oloron-Sainte-Marie; † 9. Dezember 1850 in Galluis bei Montfort-l’Amaury) war ein französischer Chemiker und Apotheker. Er wurde durch das nach ihm benannte Labarraquewasser (Eau de Labarraque), einem Bleichmittel und Desinfektionsmittel bekannt.

## Leben und Werk
Labarraque kam in Oloron-Sainte-Marie am Fuße der Pyrenäen als Sohn von François Labarraque (1733–1802) und Christine Sousbielle (1743–1781) zur Welt. 1790 ging er für mehr als zwei Jahre bei einem Apotheker namens Preville in Orthez in die Lehre, wurde dann 1793 16-jährig in die französische Revolutionsarmee (Westpyrenäenarmee, Armée des Pyrénées Occidentales) zu den Grenadieren des la Tour d'Auvergne eingezogen. Auf dem Schlachtfeld zum Unteroffizier befördert wurde er anschließend Hauptapotheker des Militärlazaretts im spanischen Bera. Am 12. Juli 1795 quittierte er mit 18 Jahren nach Genesung von einer Typhuserkrankung, die er erfolgreich mit Mengen an Medikamenten bekämpfte, den Militärdienst und ging für weitere zwei Jahre in der Apotheke Féau in Montpellier bei Jean-Antoine Chaptal in die Lehre. 
Labarraque wechselte danach nach Paris, wo er als Apotheker im Offizin der Witwe von Bertrand Pelletier wirkte und an der Hochschule für Pharmazie bei Louis Dominique Guiard (1763–1846), dessen Vater Louis Jacques Guiard (1731–1818), Jean-Pierre René Chéradame (1738–1824), Simon Morelot (1751–1809) und Louis-Nicolas Vauquelin (1763–1829) studierte. Am 8. Juni 1805 erhielt er den Abschluss als Apothekenmeister und im selben Jahr veröffentlichte er seine Werke Sur la dissolution du phosphore (Zur Auflösung des Phosphors) und Sur les électuaires (Über die Latwerge). 
Am 23. Januar 1808 heiratete er in Paris die Isabelle-Adélaïde Vaudé (1784–1876), das Paar hatte zwei Kinder Marie-Louise Labarraque (* 1808) und Henri Labarraque (1810–1885).
Im folgenden Jahr eröffnete er eine Apotheke in der Rue Saint Martin 65 in Paris. 1809 wurde er Mitglied der Gesellschaft für Pharmazie und Medizin (Sociétés de Phamacie et de Médecine) aufgrund seines Vortrags Sur les teintures alcooliques et quelques expériences sur la teinture alcoolique de benjoin (Die alkoholischen Tinkturen und einige Versuche mit der alkoholischen Tinktur aus Benzoe). In seinem neuen Wirkungsfeld war Labarraque Mitglied mehrerer Kommissionen zur Überprüfung der der Gesellschaft vorgelegten Präsentationen. 1824 konnte er die Fäulnisgerüche am Leichnam des verstorbenen Königs Ludwig XVIII. mit einem in Chlorwasser getauchten Tuch zurückdrängen, zu dessen Einbalsamierung er bestellt war. 1825 wurde er durch die Akademie der Wissenschaften (Académie des Sciences) mit dem Montyonpreis von 3.000 Francs (nach dem französischen Philanthropen Jean Baptiste Antoine Auget de Montyon (1733–1820)) geehrt, ein Jahr später durch die Académie de Marseille mit einer Medaille für seine Arbeit über die Anwendung von Chloriden in Hygiene und Therapie ausgezeichnet. 
Weitere Mitgliedschaften folgten: 1824 Académie nationale de Médecine, 1827 Ehrenlegion (Légion d'Honneur) und 1836 Rat für öffentliche Hygiene und Gesundheit des Département Seine (Conseil d'Hygiène publique et de salubrité du département de la Seine). Im Jahr 1840 kehrte Labarraque nach Oléron zurück und wurde von Stadtrat und Apothekerinnung hoch geehrt. Bald darauf verkaufte er aus gesundheitlichen Gründen seine Apotheke und die Lizenz mit Nutzung seiner Produkte an Tochter und Schwiegersohn Louis-René Le Canu, die sie an das Haus Frère weiterveräußerten. Antoine Germain Labarraque starb mit 73 Jahren an den Folgen eines 1846 erlittenen Schlaganfalls in Galluis (damaliges Département Seine-et-Oise (seit 1968 Département Yvelines) nahe Montfort-l’Amaury) am 9. Dezember 1850. 1945 wurde er auf den Friedhof Père-Lachaise in Paris überführt und beigesetzt.
Antoine Germain Labarraques Forschungsarbeiten lieferten Calciumchloride und -hypochlorite sowie entsprechende Natriumverbindungen (Natriumhypochlorit), die in Europa und einigen Überseeländern vielseitige Anwendung für Routinedesinfektionen und Desodorierungen von Latrinen, Kanalisationen, Schlachthöfen, Anatomiesälen und Leichenhallen fanden, des Weiteren erfolgreich in Krankenhäusern, Lazaretten, Gefängnissen sowie bei Exhumierungen, Einbalsamierungen und bei der Seuchenbekämpfung eingesetzt wurden. Die Anwendung der Hypochlorite in der Humanmedizin und Wasserreinigung sind die wichtigsten Ergebnisse von Labarraques Arbeiten.

## Das Labarraquewasser (Liqueur de Labarraque)
Der hohe Bedarf der Verarbeitung tierischer Eingeweide zur Gewinnung von Musikinstrumentsaiten, Goldschlägerhäutchen und anderen Produkten, bislang in so genannten boyauderies (wörtlich: Därmereien von frz. le boyau – der Darm) unter entsetzlichen Bedingungen (Gestank, Schmutz, Seuchen- und Infektionsgefahr) durchgeführt, verlangte nach verbesserten Methoden und Arbeitsbedingungen. Um das Jahr 1820 lobte die Gesellschaft zur Förderung der nationalen Industrie (Société d’Encouragement pour l’Industrie Nationale) einen Preis für die Entdeckung einer chemischen oder mechanischen Methode zur mazerations- und fäulnisfreien Trennung der Peritonealmembran tierischer Därme in den Darmfabriken aus (Un procédé chimique ou mécanique pour enlever la membrane muqueuse des intestins traités dans les boyauteries, sans employer la macération et en s’opposant à la putréfaction. Décrire la manière de préparer les boyaux par insufflation). Labarraque experimentierte mit Natrium-, Kalium- und Calciumlösungen sauerstoffhaltiger Chlorsalze (Hypochlorite, Chlorite, Chlorate, Perchlorate) verschiedener Zusammensetzungen und fand heraus, dass eine Calciumhypochloritlösung besser fäulnisbekämpfend wirkt als das bereits bekannte Eau de Javel (Kaliumhypochlorit, KOCl), aber nur eine langsamere Ablösung der Darmschleimhaut bewirkt. Dafür setzte er Eau de Javel ein, das in der Beschaffung günstiger als Kaliumsalzlösungen war. Labarraque konnte zeigen, wie Chlor in der vorgegebenen Form sowohl zur Ausräucherung der Werkstätten als auch zur Ablösung der Membranen voneinander eingesetzt werden kann, ohne dabei unangenehme Gerüche freizusetzen. Er wies dabei auf die große Vorarbeit anderer Wissenschaftler wie Claude-Louis Berthollet hin und gewann den Preis von 1.500 Francs. Seine Entdeckung erhielt ihm zu Ehren den Namen Labarraquewasser - Eau de Labarraque.

## Werke von A. G. Labarraque (Auswahl)
- L'Art du boyaudier (Paris 1822).
- De l’emploi des chlorures d’oxide de sodium et de chaux. (Paris 1825).
- On the disinfecting properties of Labarraque’s preparations of chlorine (übersetzt ins Englische von James Scott, erschienen bei S. Highley, London 1828).
- Manière de se servir du chlorure d’oxyde de sodium soit pour panser les plaies de mauvaise nature, soit comme moyen d’assainissement des lieux insalubres et de désinfection des matières animales (Paris 1825).
- Note sur une asphyxie produite par les émanations des materiaux retirés d’une fosse d’aisance; suivant d’Expériences sur les moyens de désinfection propres à prévenir de pareils accidents (Paris 1825).
- Sur la préparation des chlorures désinfectants (Paris 1826).
- Rapport au conseil de salubrité de Paris sur l’exhumation des cadavres déposés en juillet 1832 dans les caveaux de l’église Saint-Eustache.